# Discocalyx dissecta
Discocalyx dissecta är en viveväxtart som beskrevs av Kanehira och Hatusima. Discocalyx dissecta ingår i släktet Discocalyx och familjen viveväxter. Inga underarter finns listade i Catalogue of Life.